# Đorđe Lavrnić
Đorđe Lavrnić, född 6 juni 1946 i Komić, Kroatien, död 27 november 2010, var en jugoslavisk handbollsspelare.
Han tog OS-guld i herrarnas turnering i samband med de olympiska handbollstävlingarna 1972 i München.